# Juhász Jácint
Juhász Jácint (Mogyoród, 1943. május 13. – Budapest, 1999. január 9.) Jászai Mari-díjas magyar színész.

## Életpályája
Középiskolai tanulmányait az Eötvös József Gimnáziumban végezte. Eredetileg pap vagy orvos szeretett volna lenni; érdeklődése azután fordult a színjátszás felé, hogy elkísérte iskolatársát, Iglódi Istvánt egy versmondó körbe. 1965-ben szerezte diplomáját a Színház- és Filmművészeti Főiskolán. Először a veszprémi Petőfi Színház szerződtette. Az itt töltött két év alatt a Veszprémi Vasas Torna Club igazolt labdarúgója is volt (a második csapatban játszott).
1967-ben csatlakozott a Madách Színház társulatához. 1984-ben Jászai Mari-díjat kapott. Színházi szereplésein kívül számos tévé- és mozifilmben feltűnt. Elsőként a Tenkes kapitányában láthatták a televíziónézők, 1963-ban. Utolsó filmszerepe Mr. Hackl volt, A napfény íze című filmben 1998-ban. 1999. január 9-én hosszan tartó súlyos betegségben, Budapesten hunyt el. Kívánságának megfelelően szülőhelyén, Mogyoródon temették el, római katolikus szertartás szerint.

## Családja
Első felesége Létay Klári zongoraművész volt, akit 1965-ben, saját diplomaosztója másnapján vett feleségül. Két fiuk született: Attila és Csaba. Később, ezt nyilatkozta az Ádám című lap 1992. júliusi számában: 

„Feleségem ezúttal civil, négy éve élünk együtt. A házassággal három nőt kaptam, őt és két kislányt, akik most 11 és 9 évesek…az első házasságomból három fiam van, ma már felnőttek”

Második felesége Andai Györgyi volt. Unokája Juhász Jázmin színésznő.

## Színpadi szerepei
- Henrik Ibsen: Hedda Gabler....Ejlert Lövborg
- Háy Gyula: Isten, császár, paraszt....Duba
- Shakespeare: Vízkereszt, vagy amit akartok....Antonio
- Háy Gyula: Mohács....Szalkai esztergomi érsek
- Molnár Ferenc: A hattyú....Caesar, udvarmester
- Andrew Bergman: Társasjáték New Yorkban....Martin
- Weöres Sándor: A kétfejű fenevad....Radonay Mátyás
- Joshua Sobol: Gettó....Dessler
- Szigligeti Ede: Liliomfi....Szilvai Tódor
- Miroslav Belovic: Terézvári garnizon....Draveczky tábornok
- Méhes György: Bizánci capriccio....Jusztinián
- John Patrick: Teaház az augusztusi holdhoz....Sumate
- Müller Péter–Müller Péter Sziámi: Mária evangéliuma....Boldizsár
- Németh László: Széchenyi....Lonovics érsek
- Arthur Miller: A salemi boszorkányok....John Proctor
- Lyle Kessler: Ne hagyj el!....Harold
- Füst Milán: IV. Henrik király....Egy püspök
- Müller Péter: Márta....Katona
- Federico García Lorca: Rosita leányasszony....Unokaöcs
- Bertolt Brecht: Kivétel és szabály....Kereskedő
- Szophoklész: Elektra....Oresztész
- Hubay Miklós: Szüless újra, kedves....Első újságíró
- Németh László: Széchenyi....Báró Jósika Samu
- Stendhal: Vörös és fekete....Dervile
- Jean Anouilh: Becket vagy Isten becsülete....Oxfordi püspök
- Edmond Rostand: Cyrano de Bergerac....Le Bret
- Szabó Magda: Szent Bertalan nappala....Professzor Szilágyi
- Tom Stoppard: Íme, egy szabad ember....Carmen csapos
- Siklós Olga: A bosszú....Aigisztosz
- Sartre: Kean, a színész....Koefeld gróf
- Federico Garcia Lorca: A csodálatos vargáné....Varga
- Edmond Rostand: Cyrano de Bergerac....Ragueneau
- Nyerges András: Az ördög győz mindent szégyenleni....Sztojka László
- Kisfaludy Károly: A pártütők....Hajnalfi László, gazdag kereskedő
- Schwajda György: Kakukktojás....Varga János, lakatos
- Urbán Gyula: Itt a piros, hol a piros!....Vinkó Jankó, kocsmáros
- Lodovico Dolce: A kölyök....Messer Cesare
- Goldoni: Mirandolina....Ripafratta lovag
- Szörényi Levente–Bródy János: István, a király....Sebestyén, pap
- Csiky Gergely: A kalap....Király
- Szabó Magda: A csata....Gerecse
- Szép Ernő: Patika....Postamester
- Várkonyi Mátyás–Bródy János: Will Shakespeare vagy akit akartok....Koldus
- Shakespeare: Sok hűhó semmiért....Don Juan
- Száraz György: Ítéletidő....Avram Iancu
- Lev Tolsztoj: Élő holttest....Fegya
- Gyárfás Miklós: Utójáték Euripidészhez....Arkhelaosz király
- Makszim Gorkij: A hamis pénz....Sztogov
- Gogol: Holt lelkek....Rendőrkapitány
- Gorkij: Vassza Zsaleznova....Pityorkin, a matróz
- Illyés Gyula: Don Juan vagy a kőszobor lakomája....Don Juan
- Bródy Sándor: Lajos király válik....Lajos király
- Száraz György: II. Rákóczi Ferenc....II. Rákóczi Ferenc
- Henrik Ibsen: Hedda Gabler....Ejlert Lövborg
- Csehov: Sirály....Trigorin
- Madách Imre: Férfi és nő....Héraklész
- Kazimir Károly: Agyagtáblák üzenete – Gilgames....Enkidu
- Szomory Dezső: II.Lajos király....II.Lajos
- Darvas József: A térképen nem található....Mikus
- Németh László: Bodnárné....Csendőrőrmester
- Lovászy Márton–Róna Tibor: Robin Hood....Richard
- Agatha Christie: Eszményi gyilkos....Julian Ferrar
- Tom Stoppard: Nagy szimat avagy az igazi mesterdetektív....Simon
- Fejes Endre: Vonó Ignác....Első baka
- Alekszej Tolsztoj: Rakéta....Zanosszkij, színész
- Shakespeare: III.Richárd....Henrik
- Sarkadi Imre: Próféta....Karusszó
- Friedrich Dürrenmatt: A nagy Romulus....Theoderich
- Füst Milán: Catullus....Egnatius
- G. B. Shaw: Olyan szép, hogy nem is lehet igaz....Őrmester
- Illyés Gyula: Kegyenc....Sidonius
- Schwajda György: Bohóc....Bohóc
- Goldoni: Mindenki jegyben jár avagy a chioggiai csetepaté....Titta Nane, halászlegény
- Gáspár Margit: Ha elmondod, letagadom....Balázs
- Visnyevszkij: Optimista tragédia....Ragyás
- Shakespeare: Troilus és Cressida....Diomedes, görög vezér
- Schiller: Ármány és szerelem....Ferdinánd
- Madách Imre: Mózes....Hur
- Lev Tolsztoj: Feltámadás....Szimon Kartyinkin
- Jókai Mór: Szegény gazdagok....Vámhidy Szilárd
- Ben Johnson: A hallgatag hölgy....Cobuck
- Georg Büchner: Danton halála....Fabre d'Eglantine
- William Schwenck Gilbert: Házasságszédelgő....Esküdt

## Filmszerepei

### Játékfilmek
- Háry János (1965)
- Szegénylegények (1965)
- Csillagosok, katonák (1967)
- Eltávozott nap (1968)
- Isten és ember előtt (1968)
- Egri csillagok I–II. (1968)
- Imposztorok (1969)
- Fényes szelek (1969)
- Történelmi magánügyek (1969)
- Gyula vitéz télen-nyáron (1970)
- Holnap reggel (1970)
- A halhatatlan légiós (1971)
- Még kér a nép (1972)
- Makra (1972)
- Nincs idő (1973)
- Kakuk Marci (1973)
- Autó (1974)
- Hajdúk (1974)
- Az öreg (1975)
- Két pont közt a legrövidebb görbe (1975)
- Az idők kezdetén (1975)
- Ballagó idő (1976)
- Mákszem Matyi (1977)
- K. O. (1978) .... Vörös Jóska
- 80 huszár (1978)
- Az erőd (1979) .... Kolhaus
- Fábián Bálint találkozása Istennel (1980)
- Klapka légió (1983)
- István, a király (1984)
- Első kétszáz évem (1985)
- Napló szerelmeimnek (1987)
- Visszatérés (Kicsi, de nagyon erős 2.) (1999)
- Nekem lámpást adott kezembe az Úr Pesten (1999)
- A napfény íze (1999)

### Tévéfilmek
- A Tenkes kapitánya 1–13. (1963)
- Villon (1965)
- Princ, a katona (1967 – tévésorozat)
- Bors (1968)
- A bíró és a hóhér (1968)
- Élő Antigoné (1968)
- Ráktérítő (1969)
- Kegyenc (1969)
- Őrjárat az égen (1970 – tévésorozat)
- Voronyezs (1970)
- Szép magyar komédia (1970)
- Tizennégy vértanú (1970)
- Holnap reggel (1970)
- Villa a Lidón (1971)
- Egy óra múlva itt vagyok… (1971)
- Sólyom a sasfészekben (1973 – tévésorozat)
- Utánam, srácok! 1–4. (1975 – tévésorozat)
- Vivát, Benyovszky! 1–13. (1975)
- A halhatatlanság halála (1976)
- Csutak a mikrofon előtt (1977)
- A táltosfiú és a világfa (1978)
- Az ünnepelt (1978)
- Mednyánszky (1978)
- Bodnárné (1978)
- Dániel 1–5. (1978)
- Mire megvénülünk (1978)
- Szávitri, az asszonyi hűség dicsérete (1979)
- Hívójel (1979)
- Ollantay, az Andok vezére (1980)
- IV. Henrik király (1980)
- A hátvéd halála és feltámadása (1980)
- Bábel tornya (1981)
- A világkagyló mítosza (1981)
- Atlantisz (1982)
- A névtelen vár 1–6. (1982)
- Mint oldott kéve 1–6. (1983)
- Tizenhat város tizenhat leánya (1983)
- Egy lócsiszár virágvasárnapja (1985)
- A falu jegyzője 1–6. (1986)
- Magyarország barlangjai sorozat Az angyalok verítéke című része (1986) narrátor[10]
- A komáromi fiú (1987)
- Az aranygyapjú elrablása (1989)
- Szindbád nyolcadik utazása (1989)
- Julianus barát 1–3. (1991)
- Hajnalban meghalnak az álmok

(1993)
Cimbora című televíziós műsor 1973-tól:
Cimbora című televíziós műsor műsorvezetője Káldy Nórával. 1973 szeptemberében került először képernyőre, és több évtizeden keresztül szórakoztatva oktatta minőségi tudásra a gyerekeket.

### Szinkronszerepei
- Tüzek Anglia felett: Michael Ingolby – Laurence Olivier
- Grimm legszebb meséi – több szerep
- Lolita: Humbert Humbert – James Mason
- „Y” hadművelet: Victor – Bernard Luhog
- Viszonyok: David Lukens – Cliff De Young (első hang)
- Sándor Mátyás: Báthory István – Amadeus August
- Kalózok háborúja: Don Pedro (első szinkron)
- Kommandó: Bennett (első szinkron)
- Tetthely 131., 138., 146., 159. / Schimanski felügyelő – Fogat fogért (MTV-féle szinkron): Christian Thanner – Eberhard Feik
- Tetthely 251.: Ivo Batic – Miroslaw Nemec
- A rendőrség száma 110 sorozat a Búcsúdal Lindának című része: Thomas Grawe – Andreas Schmidt-Schaller
- Tőzsdecápák: Carl Fox – Martin Sheen
- A szökevény: Dr. Richard Kimble – Harrison Ford
- Johnny, a jóarcú: Rafe Garrett – Lance Henriksen
- Az utolsó mohikán: Magua – Wes Studi
- Gyilkos bolygó (Outland): narrátor
- A bolygó neve: Halál: Hudson közlegény – Bill Paxton
- Dick Turpin kalandjai: Noll Bridger – Oliver Tobias
- Robotzsaru 2.: Dr. Weltman – James McQueen
- Osceola: Osceola: Gojko Mitić
- Végső visszaszámlálás: Owen parancsnok – James Farentino (1980)
- Tom és Jerry – A mozifilm –  apa
- Columbo: Ken Franklin, Riley Greenleaf, Santini – mindhárom szerepben Jack Cassidy; Dr. Barry Mayfield – Leonard Nimoy
- Aprónép: Paul Herman – Ty Haller
- Kaszakő: Walter Warner - Lane Smith

## Emlékezete
- Szülőfalujában: Mogyoródon, Művelődési Ház és Könyvtár viseli a nevét. (Juhász Jácint Művelődési Ház és Könyvtár 2146 Mogyoród, Fóti út 18.)
- Névadója a Lyuhász Lyácint Bt.-nek, a magyar industrial együttesnek. Az együttes Juhász Jácint halála előtt 10 évvel alakult. Maga a művész is tudott a dologról, ám nem volt ellenvetése.

## Díjai
- Jászai Mari-díj (1984)
- Vándor Pufi-díj (1996)[11]